# Gracillarioidea
Gracillarioidea er en stor overfamilie der rummer fire familier af insekter i ordenen sommerfugle (Lepidoptera). Der er typisk tale om små møl, der som larver er minerere i plantevæv. På verdensplan er der omtrent 113 beskrevne slægter, hvoriblandt de hyppigste er løvminerere i familien Gracillariidae.